# Brachiochondria
Brachiochondria is een geslacht van eenoogkreeftjes uit de familie van de Chondracanthidae. De wetenschappelijke naam is voor het eerst geldig gepubliceerd in 1957 door Sueo M. Shiino.

## Soorten
- Brachiochondria higanfugu Yamaguti & Yamasu, 1959
- Brachiochondria murtii Rangnekar, 1977
- Brachiochondria pinguis Shiino, 1957